# خوسيه إدواردو كاردوزو
خوسيه إدواردو كاردوزو هو وزير ومحامي وسياسي برازيلي، ولد في 18 أبريل 1959 في ساو باولو في البرازيل. نشط حزبياً في حزب العمال البرازيلي. وقد انتخب النائب الاتحادي لساو باولو ‏.